# 代數分式
代數分式是指分子及分母都是代數式的分數，像 {\displaystyle {\frac {3x}{x^{2}+2x-3}}} 及 {\displaystyle {\frac {\sqrt {x+2}}{x^{2}-3}}}. 都是代數分式。
有理分式是指分子及分母都是多項式的分式，像{\displaystyle {\frac {3x}{x^{2}+2x-3}}} 為有理分式，但{\displaystyle {\frac {\sqrt {x+2}}{x^{2}-3}}} 的分子為根式，不是多項式，因此不是有理分式。

## 術語
在代數分式 {\displaystyle {\tfrac {a}{b}}}中，被除數稱為分子，除數稱為分母，兩者都是代數分式的項。
若代數分式的分子或分母中包括複數，則稱為複數分式。
簡分式是其分子或分母都不是分式的代數分式，若一個表示式不是以分式的形式表示，則稱為整式，不過只要將分母設為1，即可以將整式表示為代數分式，帶分式指整式和分式的代數和。

## 有理分式
若代理分式的a和b都是多項式，此分式稱為有理代數分式，或簡稱為有理分式。有理分式也稱為有理表示式或有理函數。若有理分式 {\displaystyle {\tfrac {f(x)}{g(x)}}} 滿足{\displaystyle \deg f(x)<\deg g(x)}，稱為真分式，否則稱為假分式，像{\displaystyle {\tfrac {2x}{x^{2}-1}}}為真分式，而{\displaystyle {\tfrac {x^{3}+x^{2}+1}{x^{2}-5x+6}}} 和 {\displaystyle {\tfrac {x^{2}-x+1}{5x^{2}+3}}} 是假分式。假分式可以表示為整式（可能是常數）及真分式的和，例如以上提到的假分式可以表示為
{\displaystyle {\frac {x^{3}+x^{2}+1}{x^{2}-5x+6}}=(x+6)+{\frac {24x-35}{x^{2}-5x+6}},}
其中第二項為真有理分式，二個真分式的和也會是真分式，有時會將真分式的分母因式分解，再將真分式表示數個真因式，其分母分別為原分母的因式（或因式次方），這稱為部份分式，例如以下等號右邊的即為部份分式
{\displaystyle {\frac {2x}{x^{2}-1}}={\frac {1}{x-1}}+{\frac {1}{x+1}}.}
因此等號右邊的稱為部份分式，例如真分式積分時會先進行部分分式分解，再進行積分，稱為部分分式积分法。

## 無理分式
無理分式是指分式中有變數的幂式為小數，像以下的分式即為無理分式
{\displaystyle {\frac {x^{\tfrac {1}{2}}-{\tfrac {1}{3}}a}{x^{\tfrac {1}{3}}-x^{\tfrac {1}{2}}}}.}
將無理分式變為有理分式的過程稱為有理化，每個根式為單項的無理分式可以用以下的方式有理化：找到所有幂次分母的最小公倍數，再將變數用另一變數的幂次取代，使原來的根式都變為新變數的整數幂次，例如在上式中，幂次分母的最小公倍數為6，因此可以令 {\displaystyle x=z^{6}} ，得到
{\displaystyle {\frac {z^{3}-{\tfrac {1}{3}}a}{z^{2}-z^{3}}}.}

## 腳註
1. ↑  Bansi Lal. . 2006: 53.
2. ↑  Ėrnest Borisovich Vinberg. . 2003: 131  [2015-07-06]. （原始内容存档于2014-07-05）.
3. ↑  Parmanand Gupta. . : 739  [2015-07-06]. （原始内容存档于2014-06-28）.
4. ↑  Washington McCartney. . 1844: 203.